# Kanton Le Blanc
Le Blanc is een kanton van het Franse departement Indre. Het kanton maakt deel uit van het arrondissement Le Blanc.

## Gemeenten
Het kanton Le Blanc omvatte tot 2014 de volgende 9 gemeenten:
- Le Blanc (hoofdplaats)
- Ciron
- Concremiers
- Douadic
- Ingrandes
- Pouligny-Saint-Pierre
- Rosnay
- Ruffec
- Saint-Aigny

Bij de herindeling van de kantons door het decreet van 18 februari 2014 met uitwerking op 22 maart 2015 werden daar volgende 18 gemeenten aan toegevoegd:
- Azay-le-Ferron
- Fontgombault
- Lingé
- Lurais
- Lureuil
- Martizay
- Mérigny
- Mézières-en-Brenne
- Néons-sur-Creuse
- Obterre
- Paulnay
- Preuilly-la-Ville
- Saint-Michel-en-Brenne
- Sainte-Gemme
- Saulnay
- Sauzelles
- Tournon-Saint-Martin
- Villiers